# 斯迪亚季
斯迪亚季（俄语：стиляги，IPA：[sʲtʲɪˈlʲæɡʲɪ]，字面意义：时尚的，时尚猎手；[未定义] 错误：{{Lang}}：无文本（帮助））是对1940年代晚期至1960年早期苏联青年反主流文化参与者的一个贬称。斯迪亚季（“时髦青年”，俄语，IPA：[sʲtʲɪˈlʲaɡə]；）在起初因潮流的穿着——他们偏爱从黑市（俄语：Фарцовка；英语：fartsovshchiks）购买的外国服装，与当时的共产主义现实的对比而显得与众不同。他们对想象中的西方、现代西方音乐和时尚的着迷，与西方垮掉的一代相对应。关于苏联文化的英文写作中，將斯迪亚季翻译成：dandies, fashionistas, beatniks（垮掉派）, hipsters（嬉普士）, zoot suiters，等等。
现在，斯迪亚季被视为俄罗斯历史上的一股社会趋势，这股趋势继续延续到苏维埃晚期（尤其是停滞时期），他们认可“随性”的生活态度，例如嬉皮士、朋克青年、嘻哈青年。

## 特征
他们的关键特征是在50年代逐渐发展起来的，如对政治的不关心、对苏联道德的中立或负面态度，和对现代特别是美国的生活方式的公开喜爱。在这种现象之初，斯迪亚季看起来更像是一种受那些年的国外电影影响的讽刺画。他们的服装看起来像灯笼裤，但是颜色更加鲜艳。直到50年代晚期，他们的外表变得更加讲究、风格明显。典型的斯迪亚季穿着包括了窄脚裤、长夹克、窄领带、艳色衬衫和厚底鞋。
斯迪亚季通常喜爱40年代的美国流行音乐，特别是摇摆乐、布基伍基乐曲，其中格伦·米勒、班尼·古德曼的音乐和电影《太阳谷小夜曲》的配乐最受喜爱。“小夜曲”马上成为了斯迪亚季的小众邪典，而其中一首歌——著名的“Chattanooga Choo Choo”，被认作他们的非正式圣歌。斯迪亚季从布基伍基乐曲发展出了自己的跳舞风格，后来也接受了摇滚乐和Yaaaas的影响。

## 历史和影响
第一批的斯迪亚季是在20多岁的时候经历了艰难的经济危机和二战的一代，这让他们对未来生活产生困扰。很多从军队归来的年轻男人因与外国和现代潮流接触而深受影响。由此，他们中很多人的穿着是基于国外形象的（40年代早期的言情片、报纸和照片），而年轻女人后来也接受了现代女性的形象。
这种现象的主要原因是资本主义导向和共产主义导向的社会之间的冲突。在斯大林时期，苏联思想和它的独裁重压下那种统一性，是当时唯一政治正确且被允许的观点、生活方式和自我表达的方式。因此，斯迪亚季寻求现代意识形态和道德观，来逃避苏维埃对社会的压力和影响。
在1953年斯大林逝世前，斯迪亚季在总体上是受压制的，因此这种风格是以反主流文化的方式成长起来的。直到1955年，斯迪亚季在不同社会阶层中得到的评价褒贬不一（特别是在后来兴起的苏维埃被称为“知识分子”的中上阶层中），在政治中不被赞成，但是由于人数太多而难以压制。因此，包括新闻业在内的媒体和政治家不试图去铲除他们，而是热衷于嘲笑他们的风格，把这种风格描绘成荒谬的、与“正常”的苏联社会相反的。
在50年代中期，很多人因为制作肋骨唱片而被逮捕。因生产、分销这种唱片而获罪的人被送至劳改营，服3年至5年不等的劳役。
50年代晚期，标语“今天他跟着爵士乐跳舞，明天（他）就会出卖（自己的）祖国”(Сегодня он танцует джаз, а завтра Родину продаст)，成为了斯迪亚季在他们的社会抗议下潜藏的标志和核心观点。斯迪亚季被认为是一种正式的音乐、艺术和流行文化上的运动，他们后来受到更多的现代影响，尤其是洛卡比里（rockabilly）、摇滚乐和流行摇滚这几种音乐风格。
然而，在1957年的世界青年与学生和平友谊联欢节之后，苏联开始对文化持更开放的态度。官方对爵士音乐的禁令被取消，而且从60年代起可以在商店买到很多唱片。对现代音乐的热爱，特别是六十年代的摇滚乐浪潮，在官方意识形态前能受到更大程度的容忍，所受阻力也变得更小。这些因素促进了斯迪亚季运动在60年代早期的衰落，而早前的斯迪亚季也放弃了青年时期的生活方式，新一代的年轻人觉得不再需要跟从这种生活方式来享受现代文化或者一种非政治性的生活方式。
斯迪亚季运动对苏联-俄罗斯文化的影响是巨大的。今天很多最受尊崇的俄罗斯音乐家、作家、电影剪辑师和其他文化名人都曾参与这一运动，或者是接受它自由、波希米亚式的生活方式。有一部2008年的音乐喜剧电影《布吉舞》，是关于这种亚文化的。

## 延伸阅读
Georgy Litvinov，Стиляги, как это было. Документальный роман，一本关于斯迪亚季亚文化的纪实性书籍，基于著名的斯迪亚季参与者的回忆，例如爵士音乐家Aleksei Kozlov (俄语:Козлов, Алексей Семёнович)。
Чуваки на хатах, Rodina Magazine, no. 7, 2005 (in Russian)